# Богоявленский храм (Старая Майна)
Храм Богоявления Господня — православный храм в посёлке Старая Майна Старомайнского района Ульяновской области. Построен 1823 году. Памятник истории и культуры РФ.

## История
Первая деревянная церковь была построена в 1777 году, она имела два престола: в честь Богоявления и Святителя Николая Мирликийского. Но простояла недолго, уничтожена пожаром. В 1823 году, на средства графа Дмитрия Николаевича Блудова, была построена каменная церковь, двухпрестольная — во имя явления Господня и Казанской Божьей Матери.
С 1877 по 1930-е гг. к Богоявленскому храму была приписана каменная Александра-Невская церковь.
В 191З году храм был отреставрирован. 
Храм был закрыт в 1933 году, частично разрушен. Возвращён верующим в 1991 году, восстанавливается. С 1991 года в храме хранится чтимая Боголюбская икона.
Охранный статус
Приказом Министерства искусства и культурной политики Ульяновской области от 05.03.2015 г. № 7 «О включении выявленных объектов культурного наследия в единый государственный реестр объектов культурного наследия (памятников истории и культуры) народов Российской Федерации» Богоявленская церковь, XIX в., регионального значения, поставлена на государственную охрану.

## Святыни
Три чудотворные иконы Божией Матери:

Поклонный крест.

- «Боголюбская»,
- Поклонный крест.«Отрада», или «Утешение»,
- «Казанская».

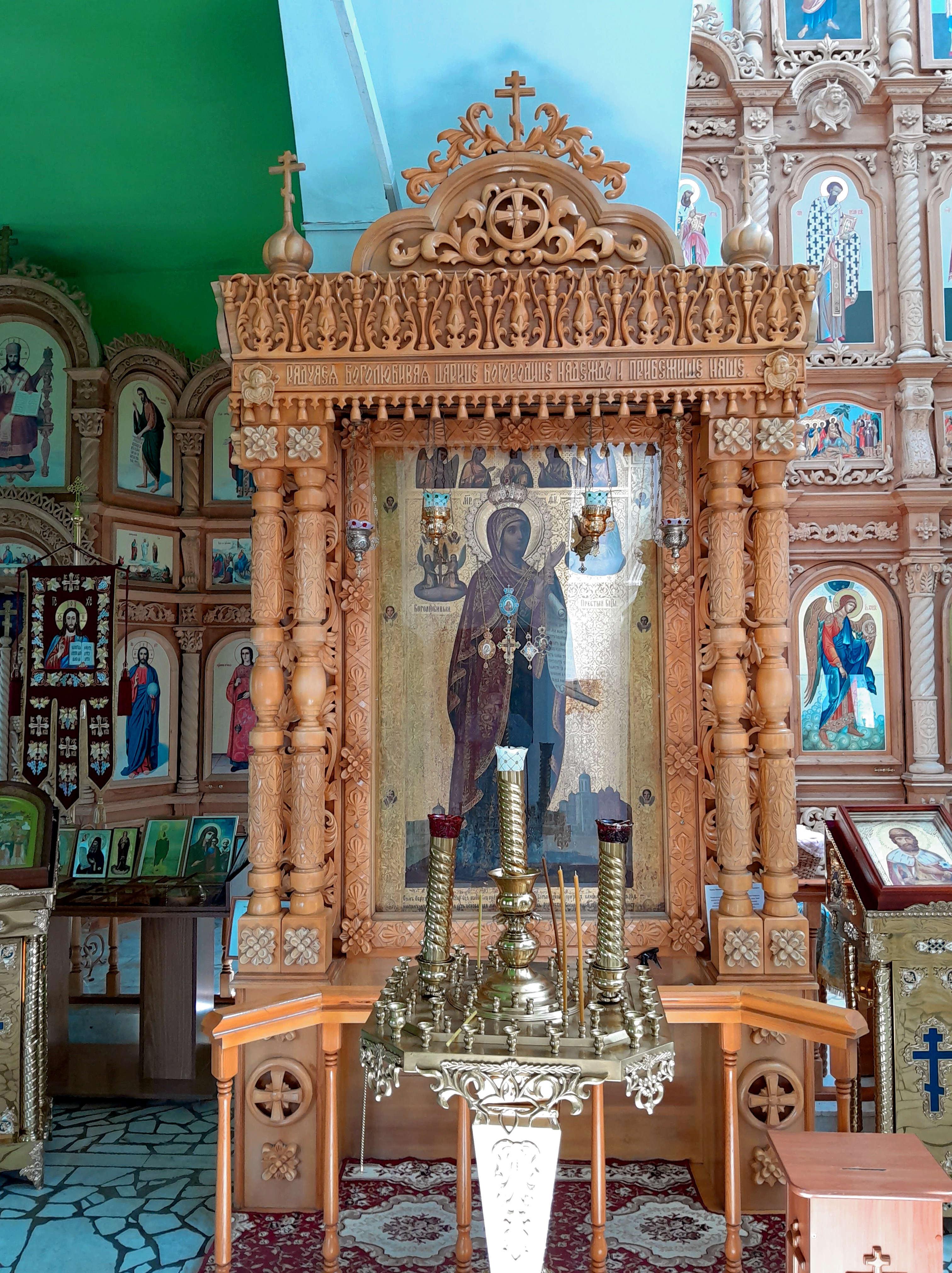
Боголюбская икона Божией Матери.
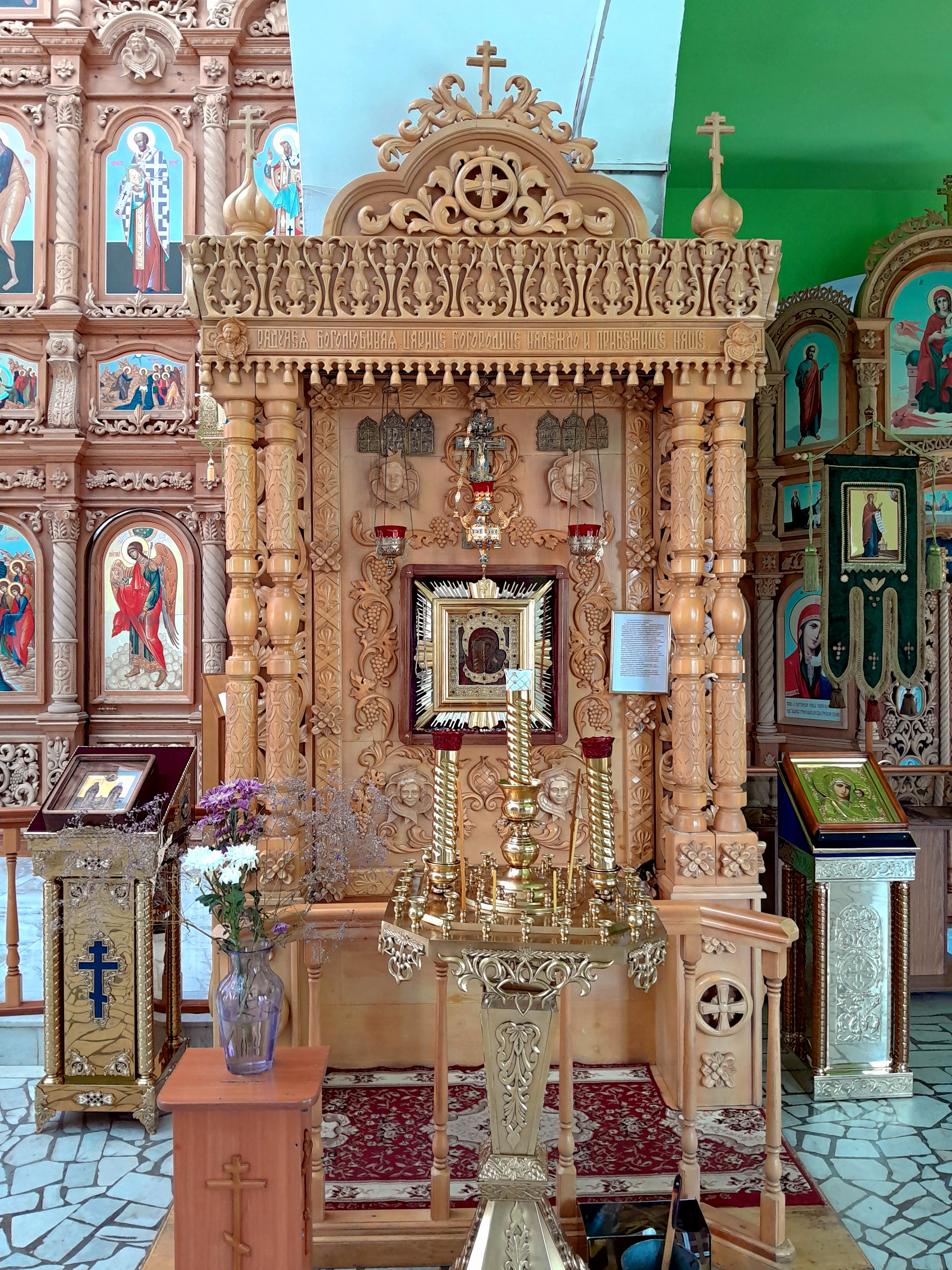
Казанская икона Божией Матери.
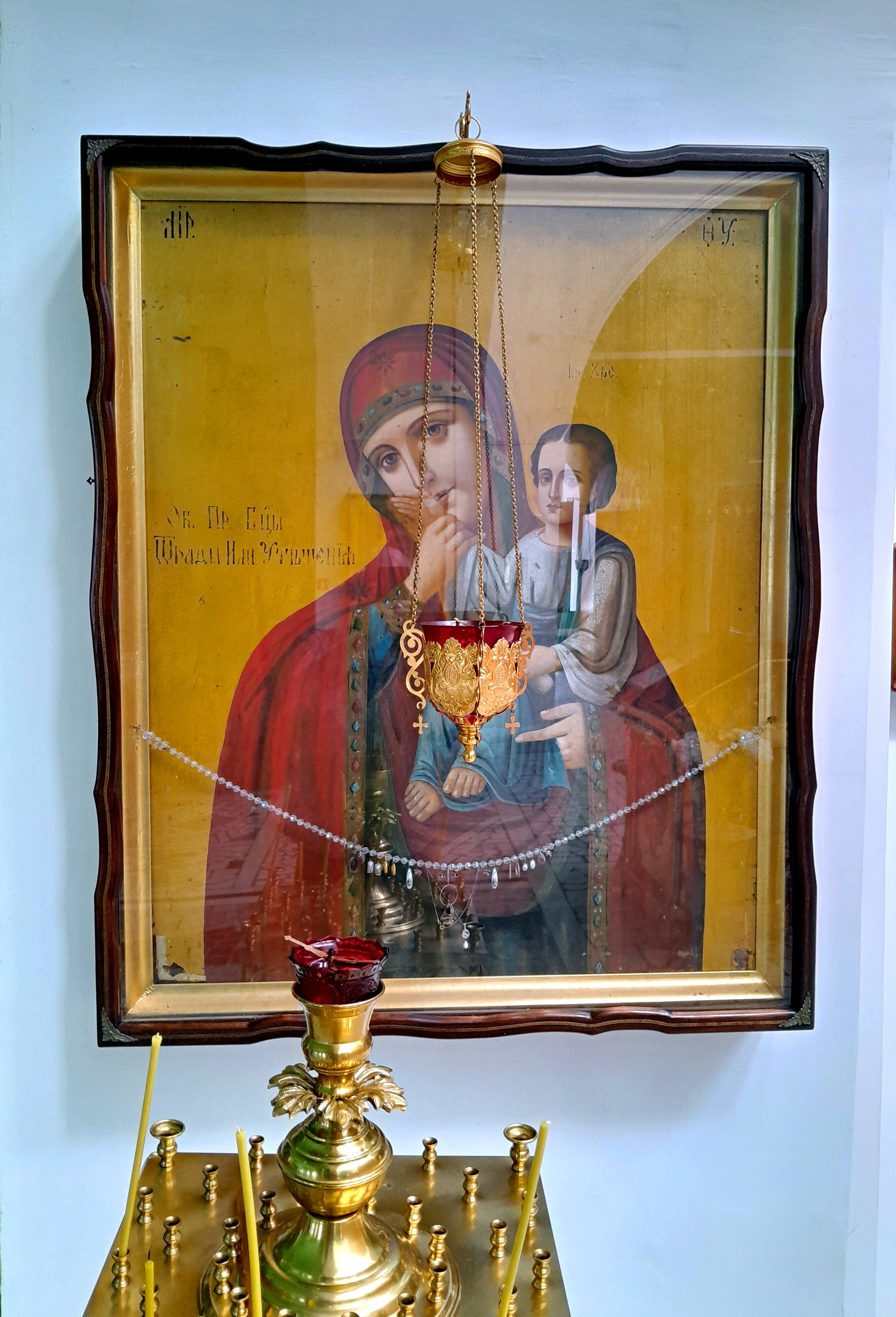
Икона «Отрада» или «Утешение».

## Приписные храмы
- Храм в честь Успения Пресвятой Богородицы (с. Успенское);
- Часовня иконы Божией Матери «Боголюбская» п. Старая Майна[7];

## Духовенство

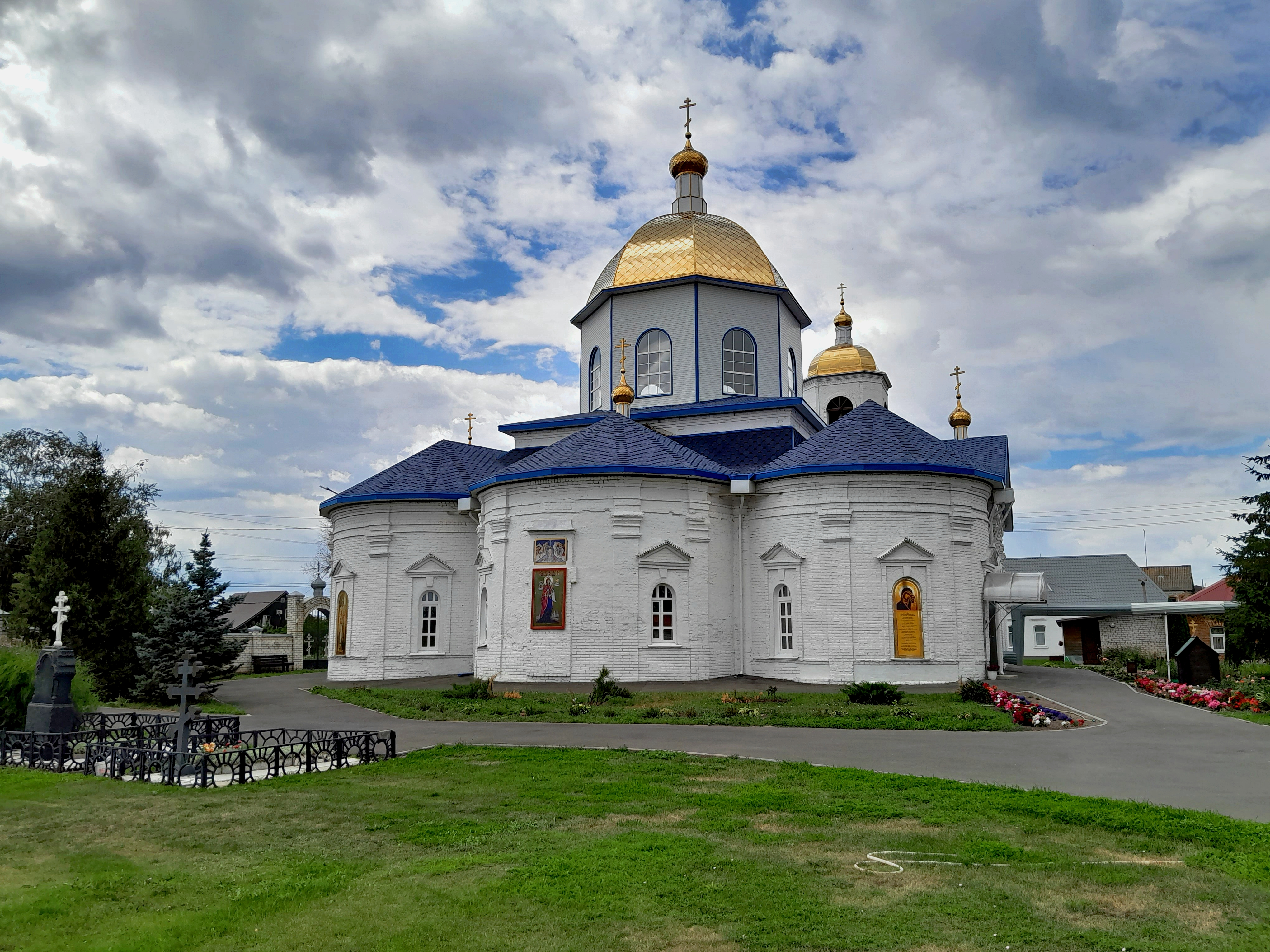
Богоявленский храм (Старая Майна).

- Богоявленский храм (Старая Майна).должность пономаря с 1834 по 1847 год исполнял Василий Прокофьев Олтарёв, затем назначен в Михайло-Архангельскую церковь (Кремёнки)[8];
- Священником с 1842 года стал Александр Петрович Любимов.
- Диаконом до 1845 г. являлся Иосиф Иванович Березниковский (затем переведён в Михайло-Архангельскую церковь (с. Архангельское)), с 1845 года — Дмитрий Матвеевич Алякринский.
- Дьячком с 1842 г. — Александр Михайлович Соколов.
- Должность пономаря с 1834 г. исполнял Василий Фёдоров, до этого 5 лет служивший в Преображенской церкви Симбирска[3];
- Диаконом с 1899 г. служил Алексей Дмитриевич Комаров, до этого работавший с 1890 г. в Ильинском храме с. Кайбелы Ставропольского уезда[3];

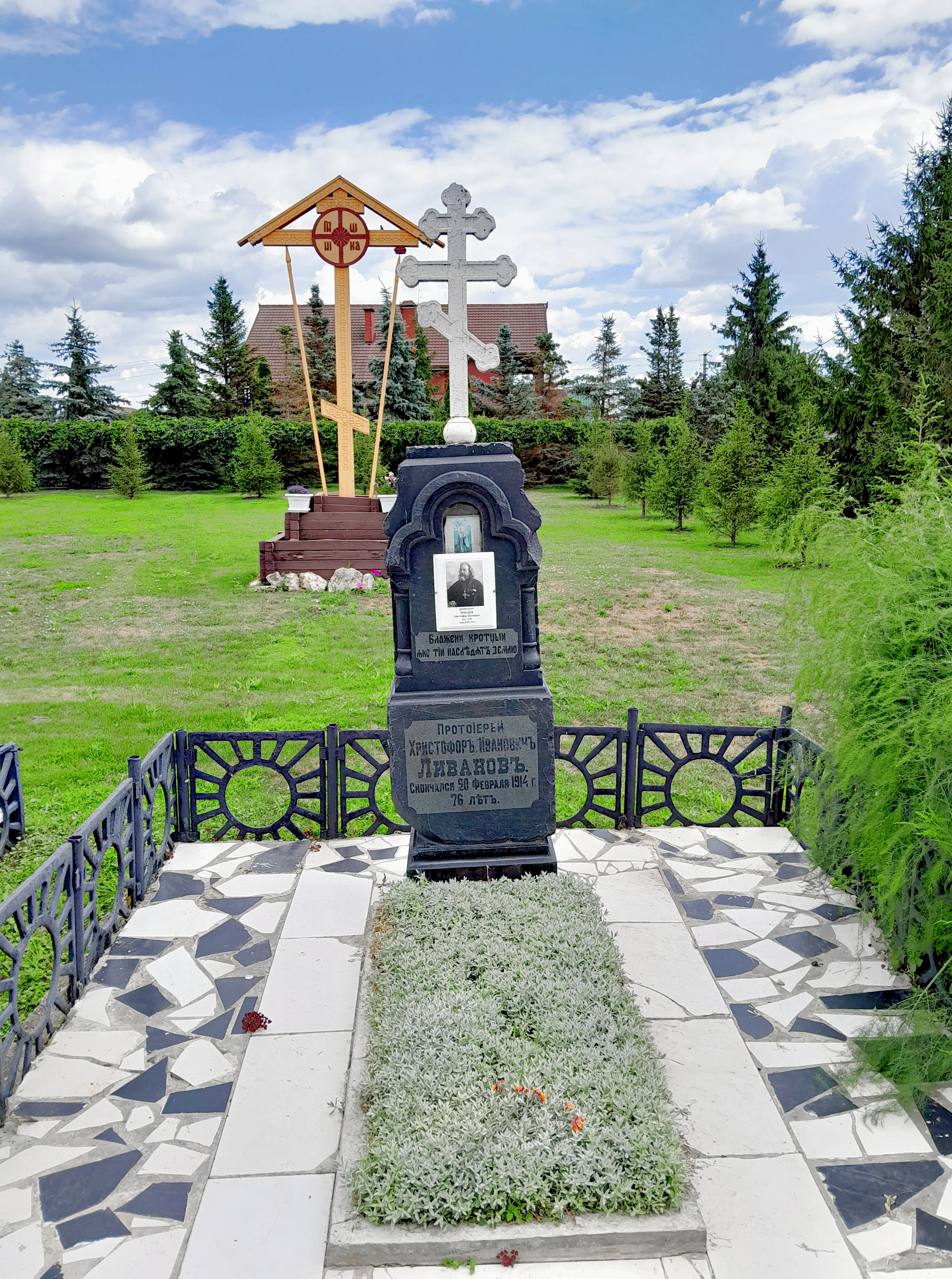
Могила протоиерея Христофора Ивановича Ливанова.

- Могила протоиерея Христофора Ивановича Ливанова.протоиерей Христофор Иванович Ливанов (с 1903 г.; † 20.02.1914)[9];
- старший священник Богоявленского храма Николай Степанович Веселовский (с 1909)[3];
- вторым священником исполнял Иван Иванович Виноградов (с 1914)[3]; должность диакона на вакансии псаломщика с 1914 г. исполнял Владимир Иванович Архипов. С 1914 г. псаломщиком являлся Фёдор Алексеевич Самонов[3];
- Настоятель храма иерей Феоктист Беликов (до 1930 г., в 30-е годы он был репрессирован)[10];
- Священник Фадеев Михаил Николаевич (1930 — 11.02.1933)[11];
- Священник Кархалёв Гавриил Семёнович (с 1935 до 1937 г., репрессирован)[12][13][14][15][16];

С 1937 по 1991 год церковь не действовала.
- Настоятель священник — игумен Антоний (с 1991 г. до 2001 г.)[10];
- Настоятель — протоиерей Константин Фролов (с 2001 г.)[17][18].

## Галерея

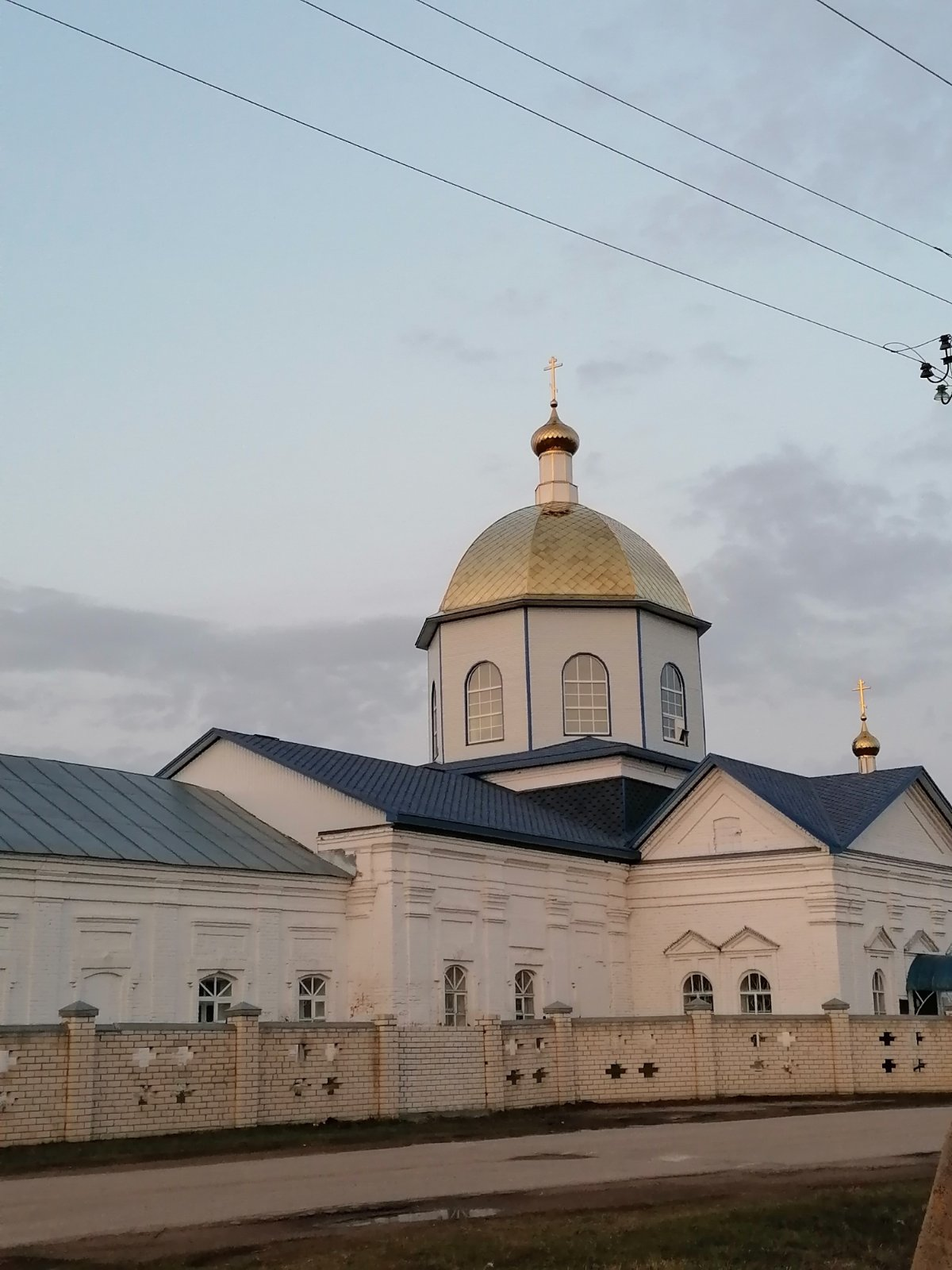
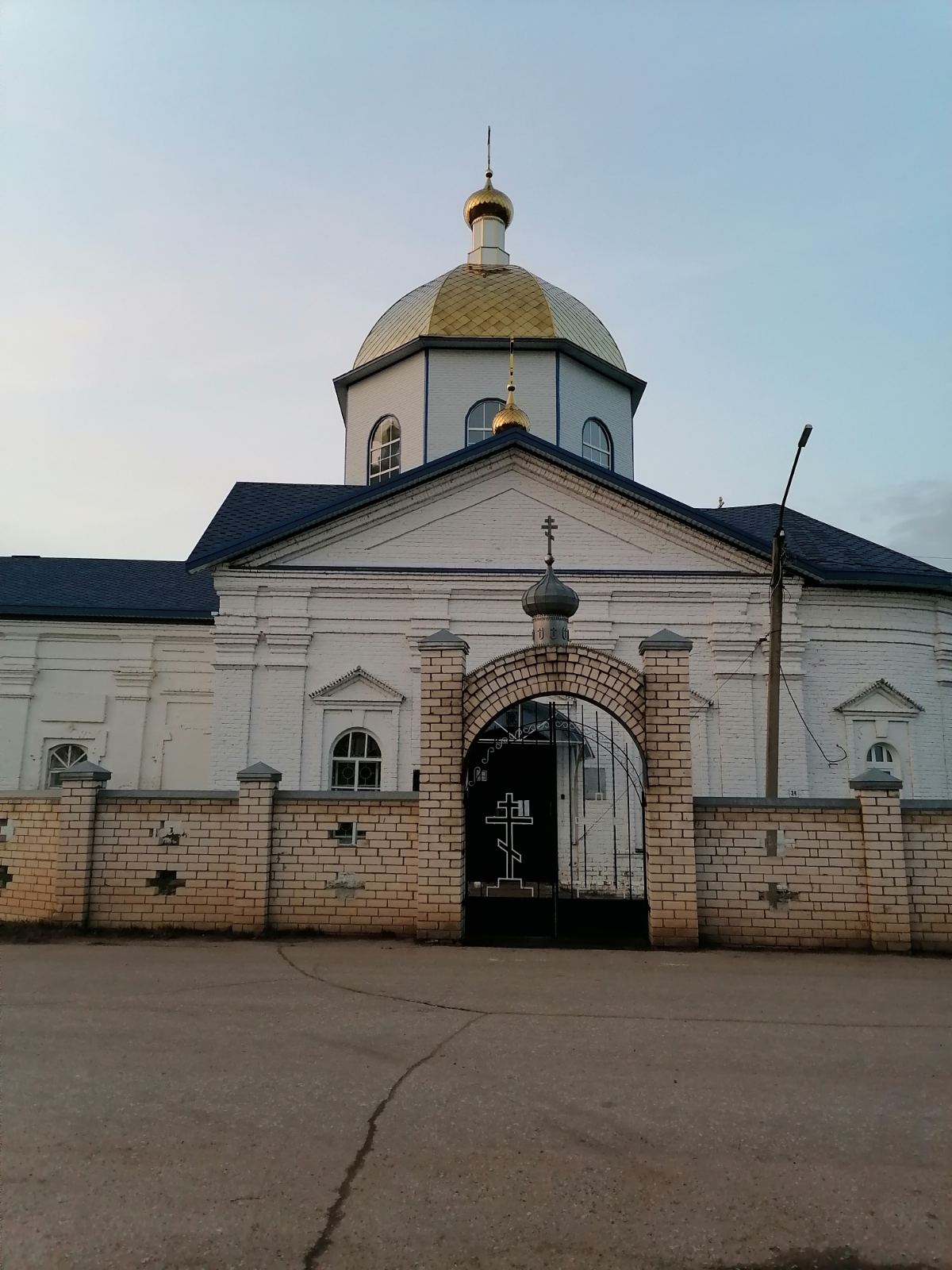
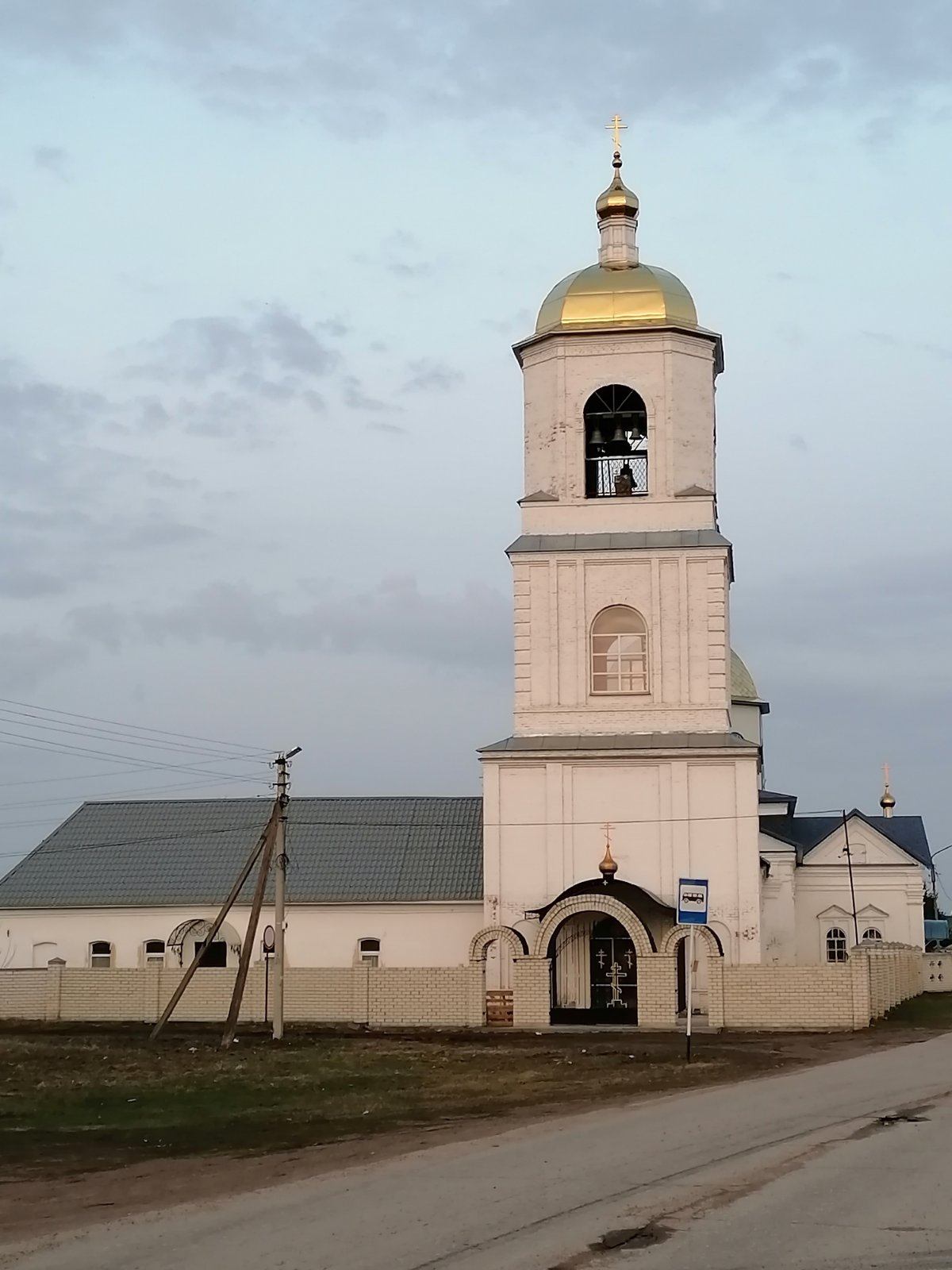
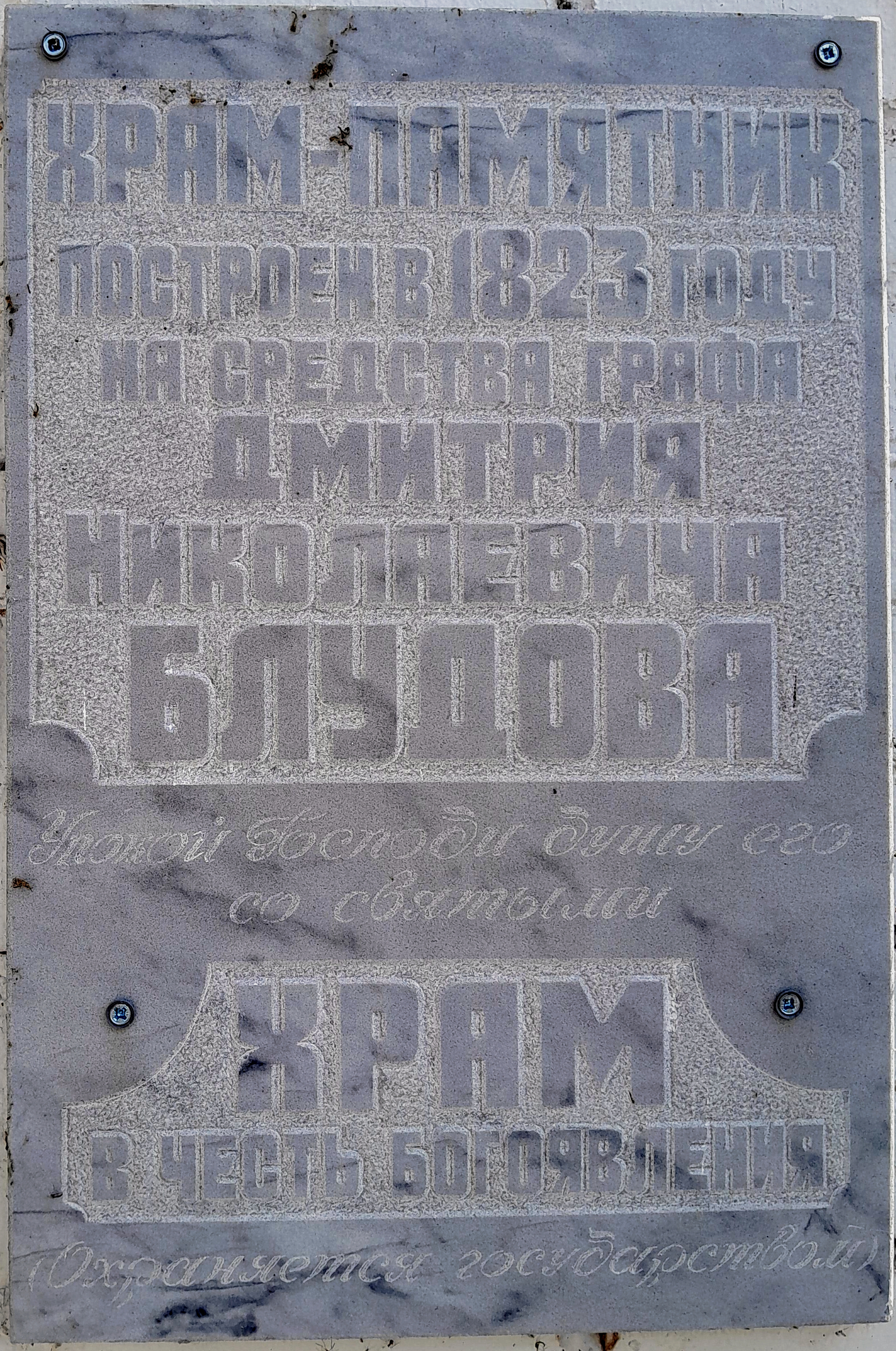
Мемориальная доска Д. Н. Блудову.
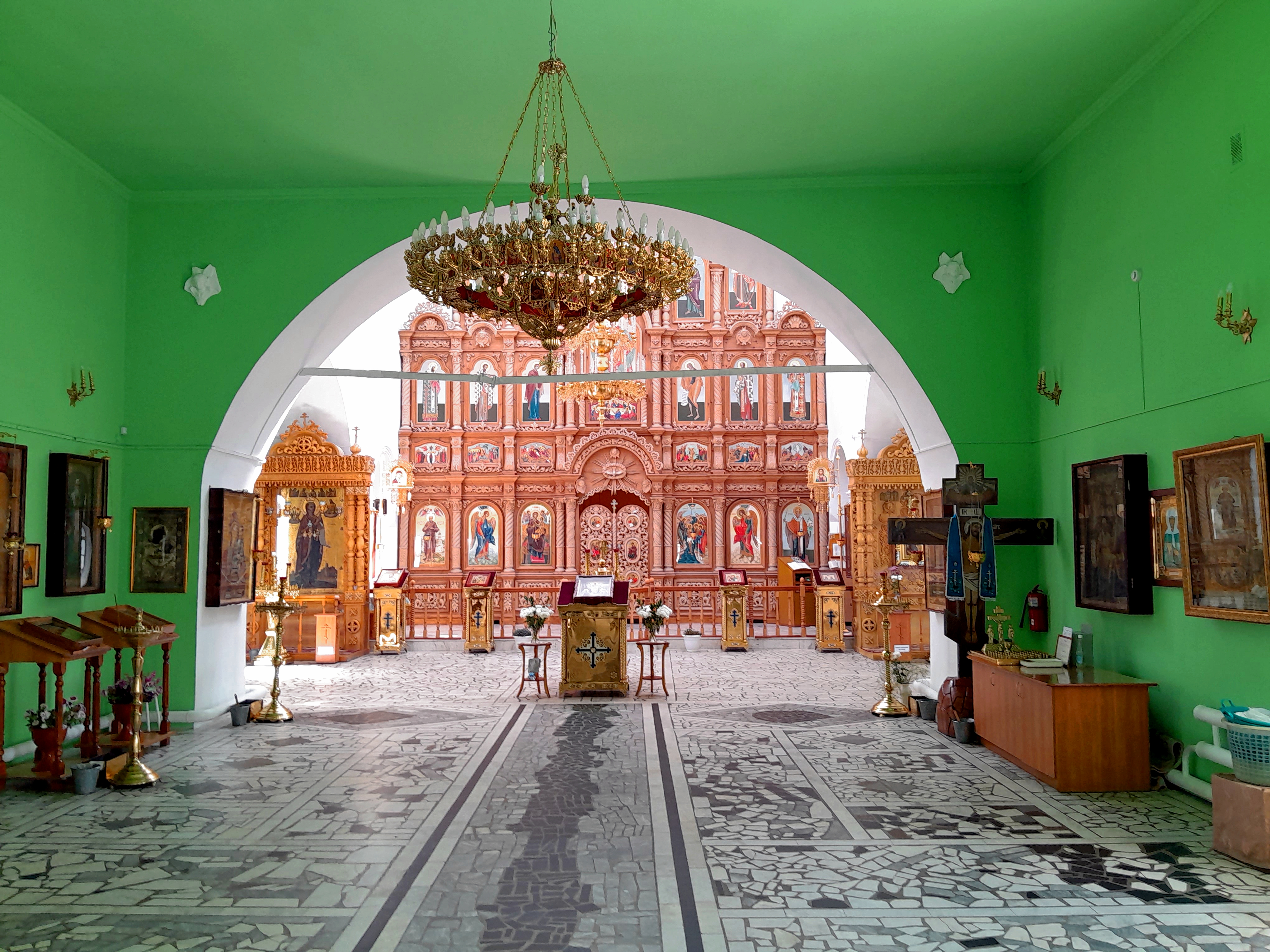
Убранство: трапезная Богоявленского храма.
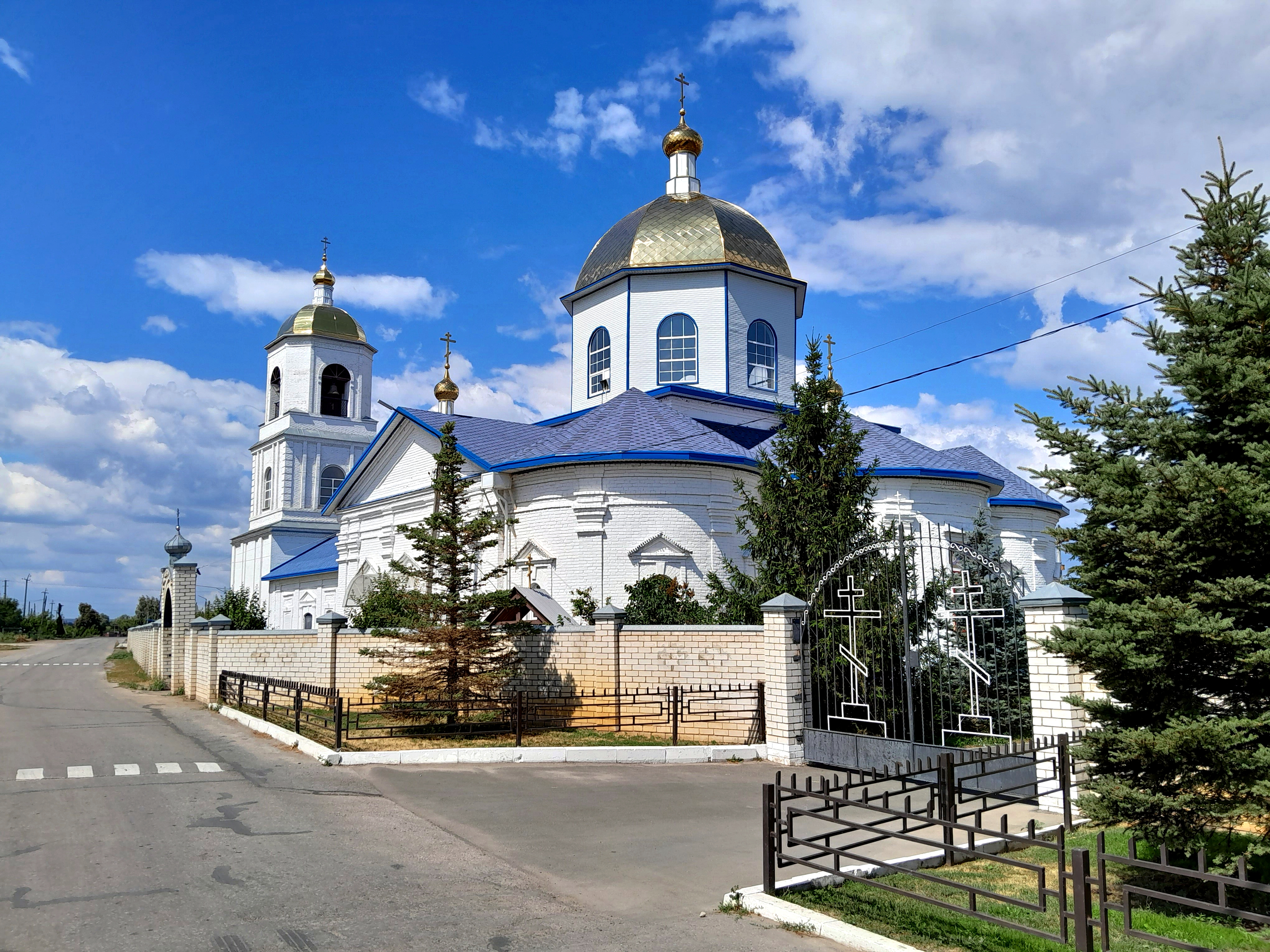
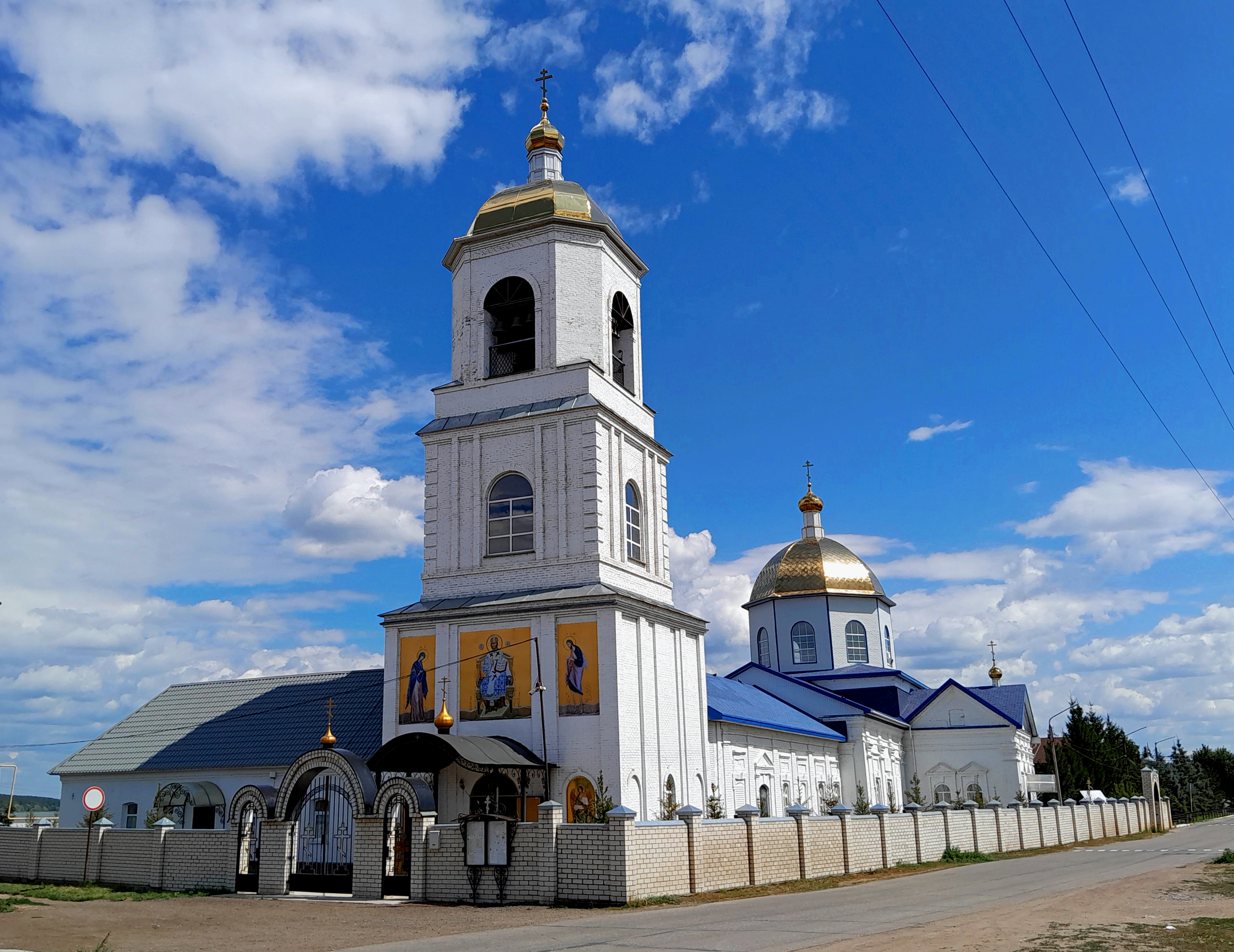
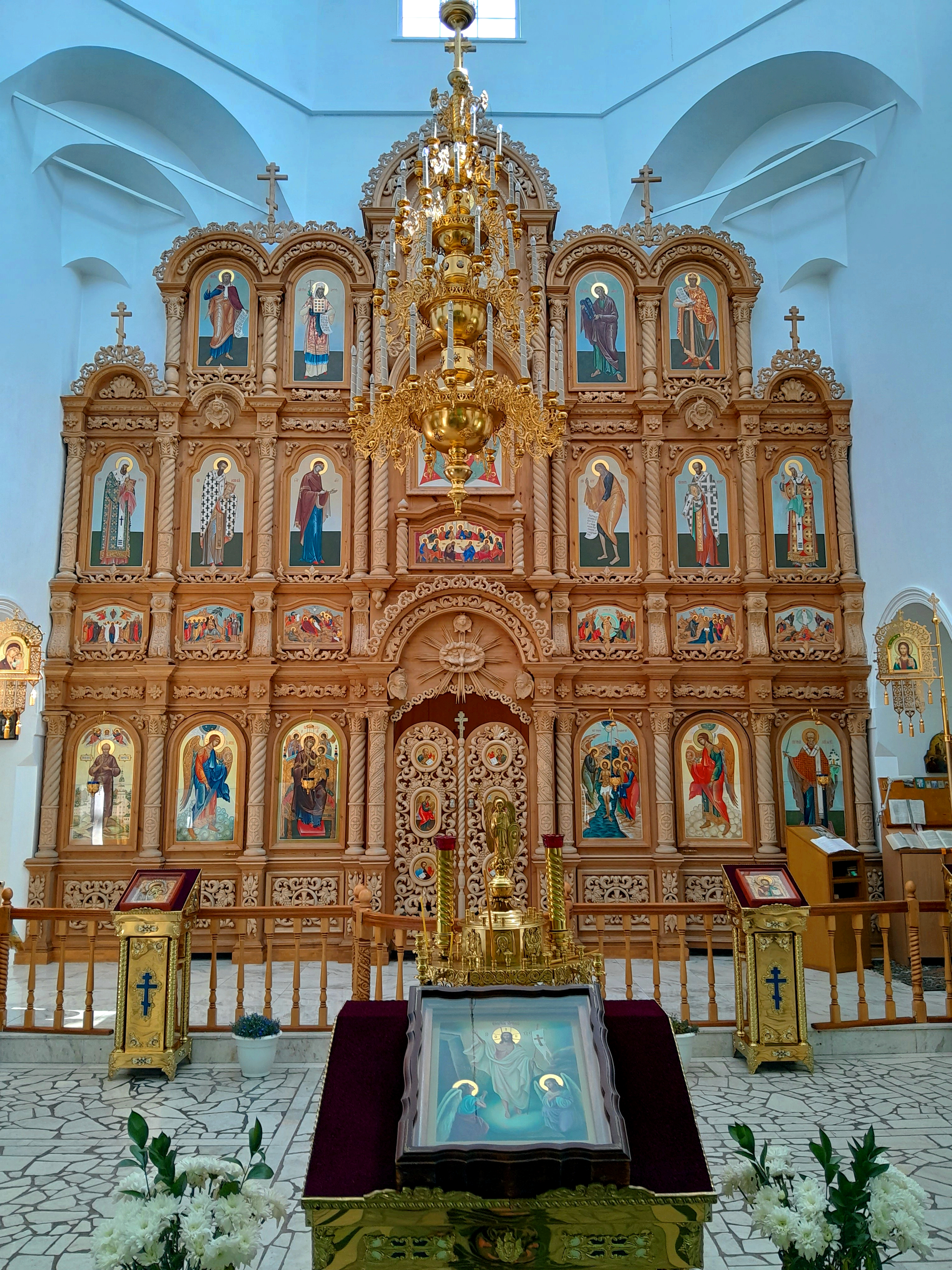
Царские врата Богоявленского храма.
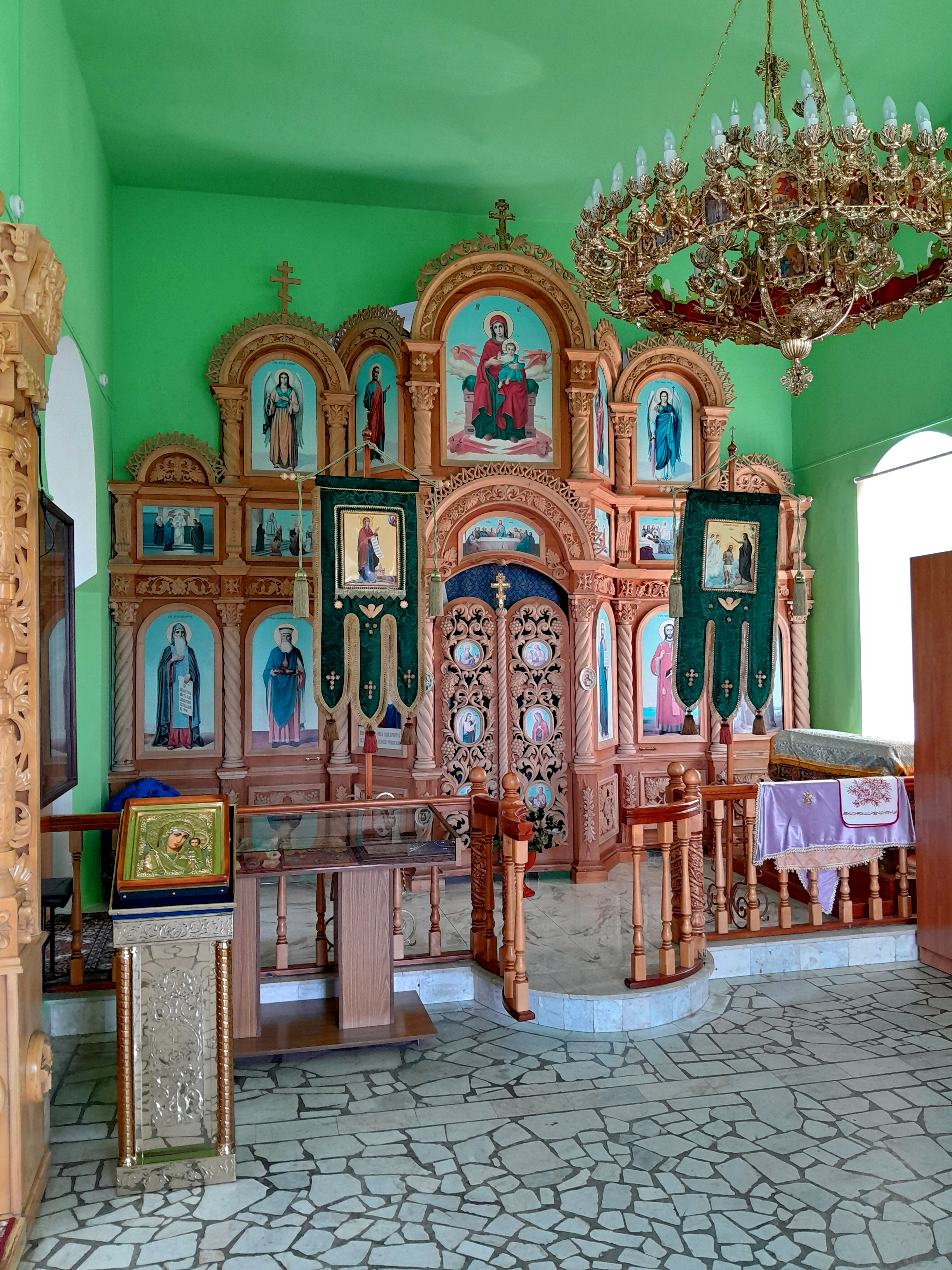
Убранство Богоявленского храма.
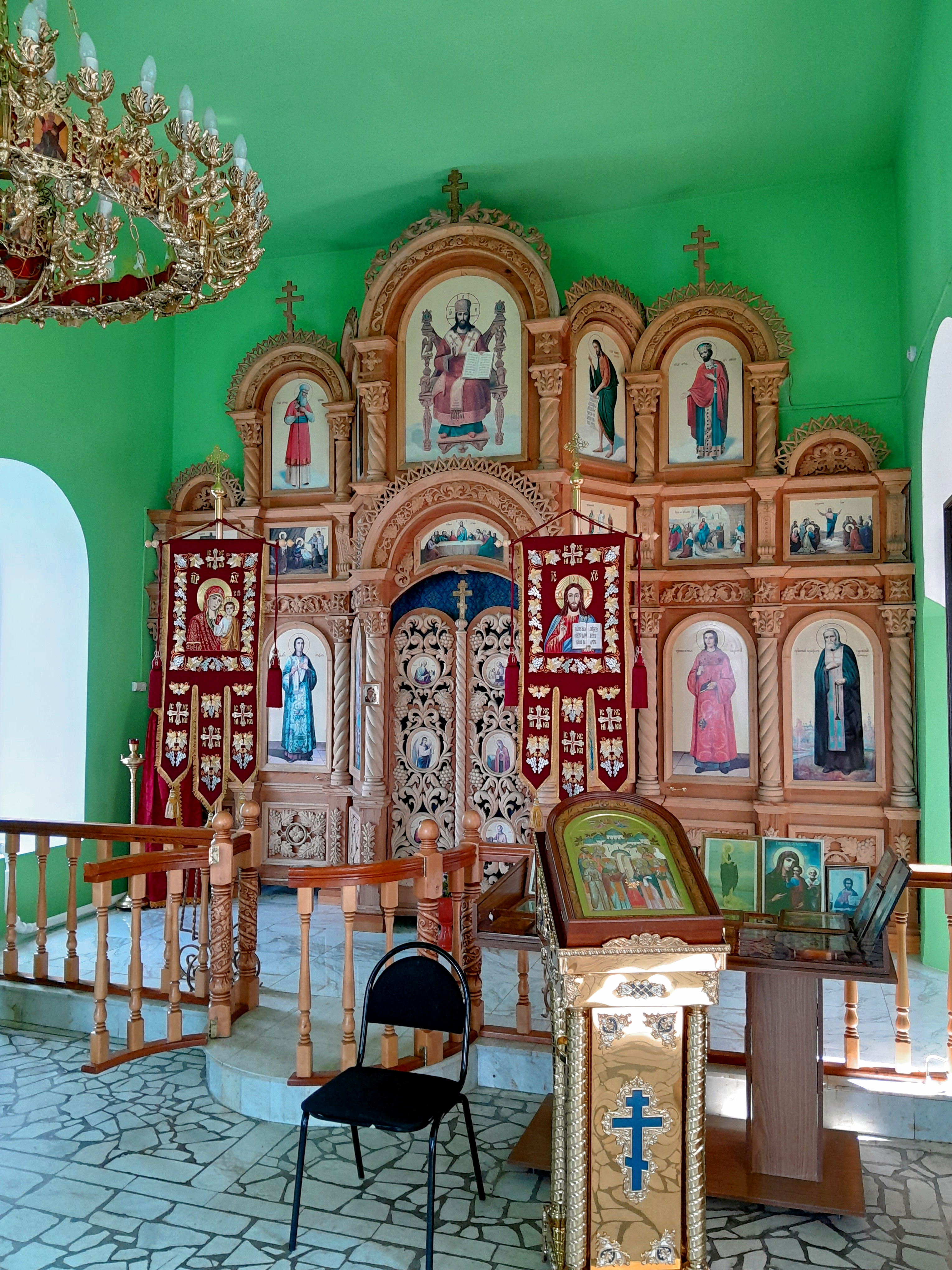
Убранство Богоявленского храма.